# Morti nel 933
| Questa pagina contiene informazioni ricavate automaticamente dalle voci biografiche con l'ausilio del template Bio e di un bot. L'aggiornamento è periodico e automatico e ricostruisce completamente la pagina. Se manca una persona in questa lista, sei pregato di non aggiungerla, ma accertati piuttosto che la sua voce biografica contenga il template Bio e che i dati anagrafici siano correttamente compilati. Se il template Bio manca, inseriscilo tu stesso o, in alternativa, metti l'avviso {{tmp\|Bio}} che ne segnala la mancanza. Se i dati riportati sono sbagliati, correggi direttamente la voce biografica; le modifiche saranno visibili in questa lista entro pochi giorni. Per chiarimenti vedi il progetto biografie. La lista contiene solo le 7 persone che sono citate nell'enciclopedia e per le quali è stato implementato correttamente il template Bio. Pagina aggiornata al 19 ott 2024. |

- 13 agosto - Ibn Durayd, geografo, poeta e filologo arabo (n. 837)
- 13 novembre - Adalolfo di Fiandra, abate
- Alfonso IV di León, sovrano
- Edwin, figlio di Edoardo il Vecchio
- Giovanni I di Gaeta, nobile bizantino
- Trifone, arcivescovo bizantino
- Fujiwara no Kanesuke, poeta giapponese (n. 877)